# گودال لطفی
گودال لطفی، بر اساس مندرجات سیاحتنامه شاردن، نام محلی خاص در شهر اصفهان بوده که کبوتربازان حرفه‌ای این شهر، آن محل را پاتوق خود قرار داده بوده و در آن به خرید و فروش کبوتر اشتغال داشته‌اند.

## شرح
بر اساس مدارک تاریخی، در تمام دوران بعد از اسلام، کبوتربازی یکی از وسایل سرگرمی ایرانیان بوده و از این پرنده، غیر از نامه رسانی و تهیه کود و چلغوز، برای بازی و سرگرمی و استفاده از گوشت آن نیز بهره‌برداری می‌کرده‌اند. در همین ارتباط، شاردن در سفرنامه خود، از گودال لطفی در اصفهان، که پاتوق کبوتربازان حرفه‌ای اصفهان و محل خرید و فروش کبوتران بوده نام برده و بدین شرح به توصیف وضعیت آن مکان پرداخته‌است:
«اینجا[=گودال لطفی]، مرکز بزرگ مرغ فروشی است و عده‌ای کبوترباز حرفه‌ای، در این محل به فریبکاری مشغولند، زیرا کبوترانی که می‌فروشند، طوری تربیت کرده‌اند که پس از فروش، همین که به هوا پرواز کردند، به سوی محل اصلی بازمی‌گردند!»
از توصیف شاردن از گودال لطفی اصفهان چنین برمی آید که کبوتر دزدی و برانگیختن وسایلی برای جلب و ربودن کبوتر دیگران، در عهدی که شاردن از ایران بازدید کرده، سخت معمول بوده و گاه به اعتراض زیان دیدگان منتهی می‌گردیده‌است.